# Lymantriades xanthypopteros
Lymantriades xanthypopteros är en fjärilsart som beskrevs av Wichgraf 1921. Lymantriades xanthypopteros ingår i släktet Lymantriades och familjen tofsspinnare. Inga underarter finns listade i Catalogue of Life.